# Аврамов, Вячеслав Яковлевич
Вячесла́в Я́ковлевич Авра́мов (1845, Большое Первунино Юрьевецкого уезда Костромской губернии — ??) —  народный учитель.
Родился в мелкопоместной дворянской семье Костромской губеринии. Прослушав вольнослушателем курс математического факультета Московского университета (по другим данным, Горного института в Петербурге), он под влиянием книг К. Д. Ушинского поступил в народные учителя.
В 1871 году занял место учителя в деревне Волково, около Петербурга, и здесь непрерывно работал в течение 25 лет. Школа, в которой учил Аврамов, пользовалась огромной популярностью среди окрестного населения и считалась настолько образцовой, что туда постоянно приходили для ознакомления с методами преподавания лица, намеревавшиеся посвятить себя педагогической деятельности. Аврамов преподавал также в воскресных школах, открытых по его инициативе на Шлиссельбургском тракте, и в вечерних технических классах для рабочих.
В 1902 году был приглашён заведовать хозяйственной частью земских школ Весьегонского уезда, но широкие замыслы Аврамова оказались неосуществимыми при узких рамках земского бюджета.
Общественные заслуги Аврамова получили оценку во время чествования 25-летия его учительской деятельности. В память этого юбилея была открыта народная школа имени Аврамова на его родине, в принадлежавшей родителям его усадьбе Большое Первунино, Юрьевецкого уезда, Костромской губернии.